# 소부에정
소부에정(祖父江町)은 아이치현 나카시마군에 설치되었던 정이다. 2005년 4월 1일, 인접한 헤이와정과 함께 이나자와시에 편입되었다.

## 역사
- 1889년 10월 1일 - 정촌제 시행과 함께 나카지마군 소부에촌이 성립하였다.
- 1896년 8월 17일 - 정으로 승격해 소부에정이 되었다.
- 1906년 5월 10일  - 마키가와촌, 마루코촌, 야마자키촌, 료나이촌과 신설 합병해 새로운 소부에정이 성립하였다.
- 1956년 9월 30일 - 나가오카촌을 편입하였다.
- 2005년 4월 1일 - 동일 소부에정은 폐지되었다.

## 교통

### 철도
- 나고야 철도
  - 비사이선